# Křesadlo

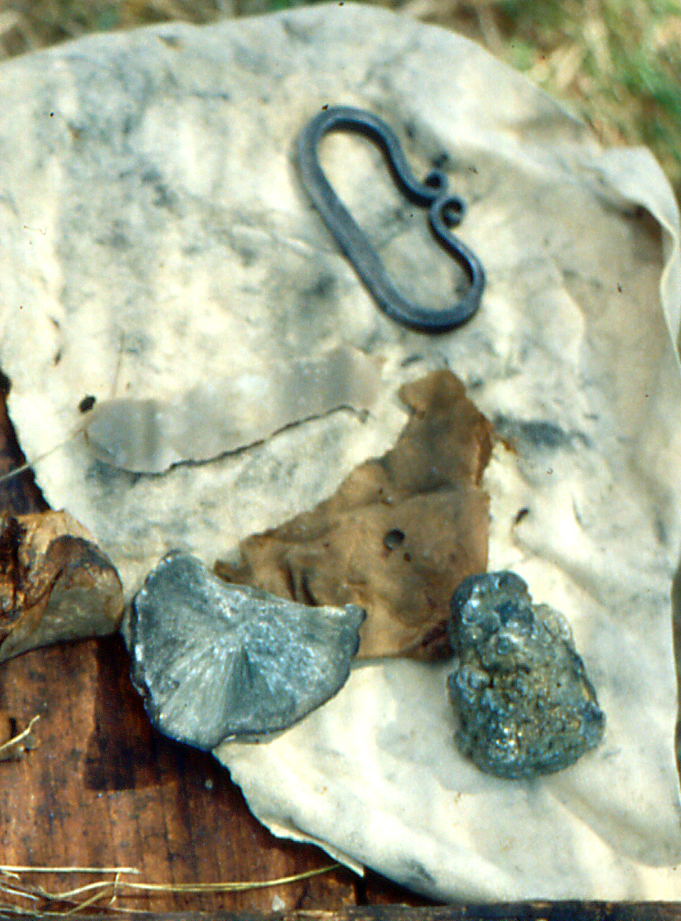
Křesací souprava
křesadla: pyrit, markazit, ocílka
troud: hubka
křesací kámen: úštěp pazourku

Křesadlo je souprava předmětů určená k rozdělávání ohně za pomoci vykřesané jiskry. Sestává obvykle z křesacího kamene (např. pazourek), ocílky (kus uhlíkaté oceli) a troudu (suchý hořlavý přírodní materiál). V užším významu slova se jím rozumí samotná ocílka. Moderní křesadlo je vyrobené typicky z ocelové tyčinky obohacené Magnesiem (hořčíkem, nebo z oceli s příměsí Ceru (Ferroceru)

## Použití
Křesadlo bylo před vynálezem dřevěných zápalek jedním z nejčastěji používaných způsobů rozdělávání ohně. Princip křesadla byl v 18. století používán pro starší palné zbraně u křesadlového zámku a kolečkového zámku. Nověji je u střeliva používána spolehlivější nárazem aktivovaná vojenská zápalka.
Úderem křesacího kamene (křísnutím) z křesadla vylétnou rozžhavené jiskry, které jsou zachyceny do vhodného troudu (jemný suchý hořlavý přírodní materiál). Doutnající troud se použije k zapálení jiného vhodného materiálu (dřevo, síra), který již umožňuje založit oheň. Nejčastěji používaným křesacím kamenem je křemenný minerál (pazourek, křemen, rohovec, markazit – tedy forma oxidu křemičitého SiO2) nebo pyrit (sirník železnatý – FeS2) s ostrou hranou (hůře nebo vůbec nefungují křemence a pískovce, protože sice křemen obsahují, ale v menším množství). Údery lze vést kameny šikmo proti sobě nebo ocílkou proti hraně kamene. Vylétávající jiskry jsou směrovány do záchytného troudu (jemný, suchý a snadno hořlavý přírodní materiál), například hubka z choroše (troudnatec kopytovitý), zuhelnatělý konec bavlněného knotu, práchno (přepálené plátno), aj.

## Princip funkce
Pro křesání je používán křemenný minerál (pazourek, křemen, rohovec, markazit – oxid křemičitý SiO2 nebo pyrit – sirník železnatý FeS2). Jiskry vznikají tlakem z nárazu, který působí na atomy v křemičitém krystalu a způsobí jejich posunutí a naruší nábojovou rovnováhu, čímž vznikne vysoké napětí o velikosti několika tisíc voltů a to je příčina vzniku jiskření (viz piezoelektrický jev).

### Doprovodný zápach
Minerály obsahují v mikroskopických dutinách sopečné plyny, například sirovodík (H2S), který se při křesání poškozením kamene uvolňuje do okolí a způsobuje zápach po zkažených vejcích. Obsahují-li dutinky síru, může za působení jisker oxidovat na oxid siřičitý (SO2 se štiplavým zápachem). Jiskry mohou díky vysokému napětí generovat ze vzdušného kyslíku ozón (se zápachem chlóru, kovu či spáleného drátu) a ze vzdušného dusíku pak různé oxidy dusíku (ostré sladce páchnoucí plyny). Proto místa na kameni po křesání charakteristickým způsobem zapáchají.

## Galerie

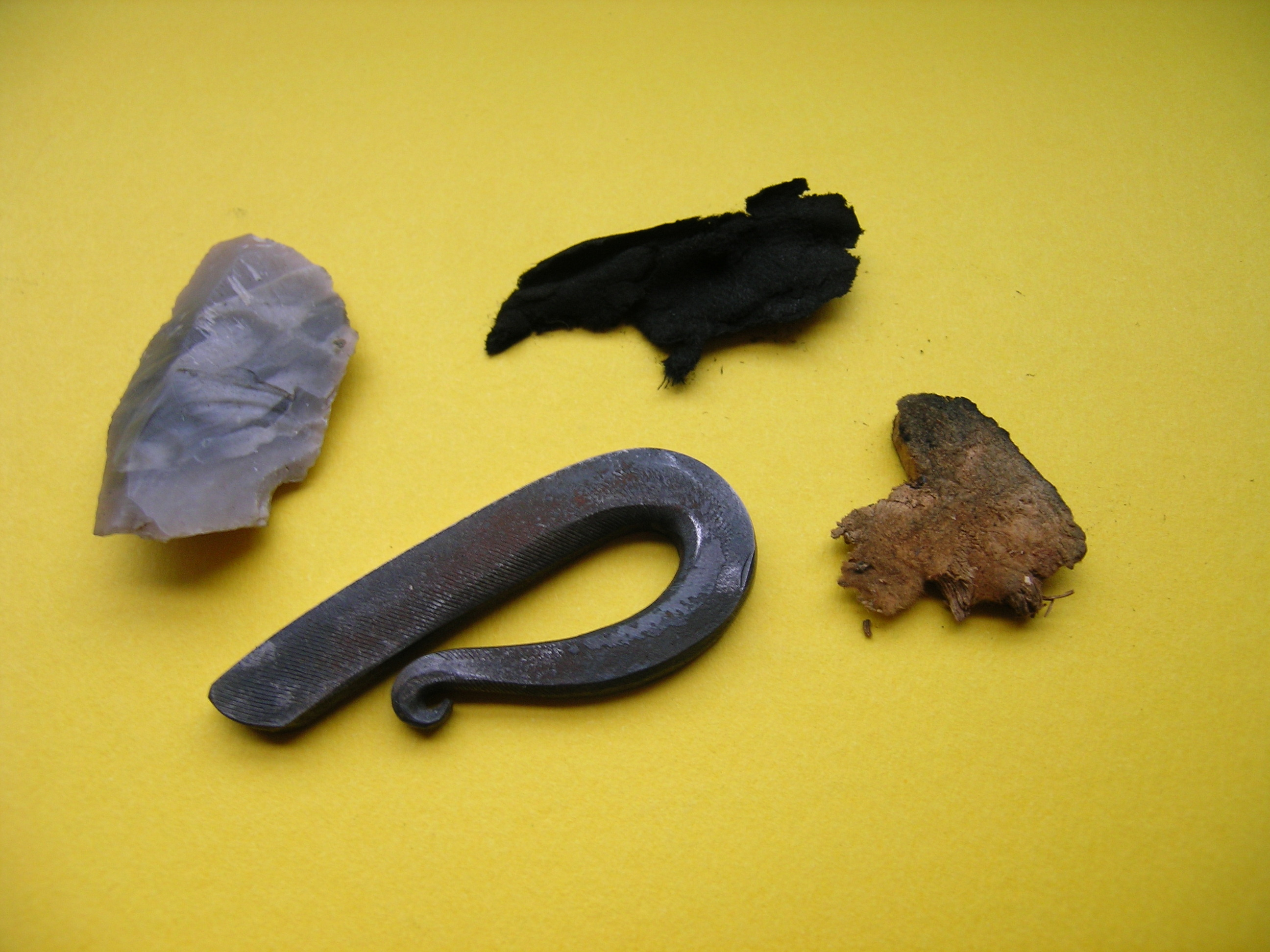
Vlevo pazourek, dole ocílka, nahoře a vpravo různé druhy troudu
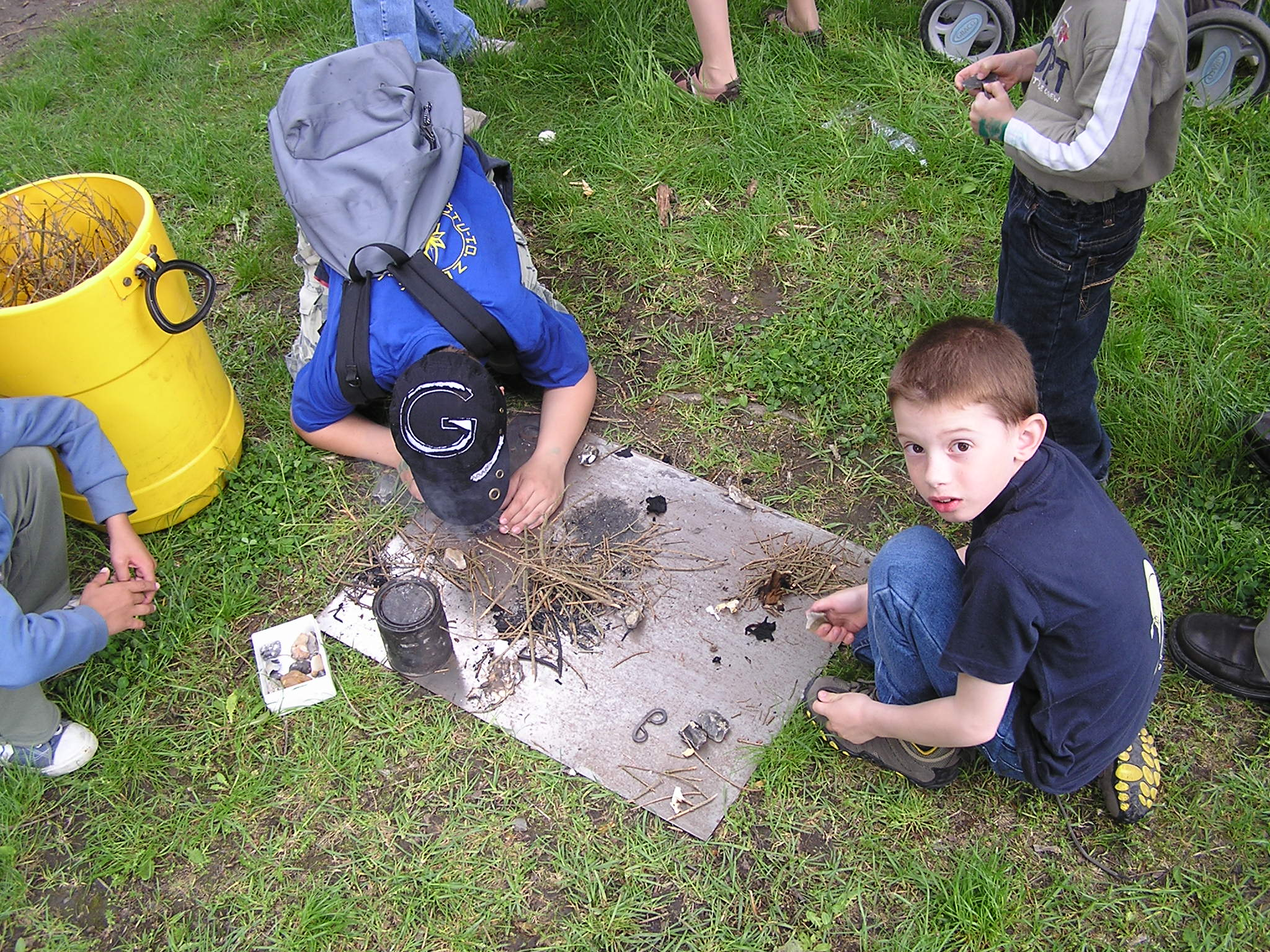
Křesání